# Hamza Hamry
Hamza Hamry (arabisch حمزة حمري, DMG Ḥamza Ḥamrī; geboren am 12. Januar 1995 in Kairouan) mit dem Spitznamen The Joker, ist ein Tunesier, er ist ein ehemaliger Judoka und gemischter Kampfkünstler, der in der Leichtgewichtsklasse antritt. Seit 2017 ist er ein professioneller
Mixed Martial Artist. Er war auch ein afrikanischer Meister des ADCC.

## Mixed-Martial-Arts-Karriere
Hamry gab sein MMA-Debüt 2017 beim BFC Algerie, wo er gegen Mourad Zaidi antreten sollte. Er gewann den Kampf durch einen TKO in der ersten Runde.
Nach fünf Jahren seines professionellen Debüts sollte er als Nächstes gegen Firas Atig bei der Tataouine Championship kämpfen. Er gewann den Kampf durch TKO in der ersten Runde.
Hamry traf am 1. April 2022 bei der Libya Combat Organization auf Read El Zanati. Er gewann den Kampf über TKO in der ersten Runde.

## Meisterschaften und Erfolge
- Libyen-Kampfmeisterschaft
  - LBA Combat Lightweight Meisterschaft (einmalig)[5][6][7]
- 3. bei der tunesischen Judo-Meisterschaft 2013 (-66 kg)[8]
- Tunesischer Meister im Judo 2014 (-66 kg)[9]
- Vic Fight Grappling Beach Champion (-70 kg)
- ADCC Afrikameister (-70 kg)[10]

## Liste der Profikämpfe
| Ergebnis | Profi-Rekord | Gegner         | Datum           | Veranstaltung                            | Methode                       | Runde | Zeit |
| -------- | ------------ | -------------- | --------------- | ---------------------------------------- | ----------------------------- | ----- | ---- |
| Sieg     | 1-0          | Mourad Zaidi   | 16. April 2017  | BFC Algerie (Tunisia, Tunis)             | TKO (Punches)                 | 1     | 1:45 |
| Sieg     | 2-0          | Firas Atig     | 12. Marsch 2022 | Tataouine Championships (Tunisia, Tunis) | TKO (Leg Kicks)               | 1     | 2:21 |
| Sieg     | 3-0          | Read El Zanati | 1. April 2022   | Libya Combat 1 (Tripoli, Libya)          | TKO (Leg Injury)              | 1     | 1:14 |
| Sieg     | 4-0          | Dorthy Lucas   | 15. June 2022   | Libya Combat 3 (Al-Ittihad, Libya)       | Submission (Rear-Naked Choke) | 1     | 3:09 |

## Filmografie

### Emissionen
- 2020: Enjah auf Tuniscope: Gast
- 2021: 90 Minuten mit Hedi Zaiem in El Hiwar El Tounsi: Staffel 3 Folge 22 zu Gast
  - 360 Grad mit Nawel Bizid auf Carthage Plus TV: Staffel 1 Folge 4 Gast

### Radio
- 2020: Folge deinem Traum auf Dream Fm: Gast
  - Radio Sabra Fm: Gast
- 2021: Mi Temps auf Express FM: Gast
  - Sportag auf Diwan Fm: zu Gast
  - Stunde für Stunde auf Mosaïque FM : Gast
  - Tranquilla auf Radio Med: Gast
  - Cap FM: Gast
  - Radio RM Fm: Gast
  - Jawahra FM: Gast
  - Expresso-Wochenende auf Express FM: Gast
  - Fet El Foot auf Shems FM: Gast
- 2022: Wochenende auf Radio Med: Gast